# Linea S9 (S-Bahn di Berlino)
La linea S9 (S-Bahn di Berlino) è una delle 15 linee ferroviarie che compongono la rete della S-Bahn di Berlino. La linea collega le stazioni di Aeroporto di Berlino-Brandeburgo e Spandau via Berlin Hauptbahnhof percorrendo le linee delle seguenti ferrovie:
- una breve sezione della Berliner Außenring, aperta nel 1951 ed elettrificata nel 1983,
- un breve tratto dell'ex Güteraußenring aperta nei primi anni 1940 ed elettrificata nel 1983,
- la ferrovia Berlino-Görlitz, aperta nel 1866 ed elettrificata nel 1929,
- il Ringbahn, completato nel 1877 ed elettrificato nel 1926 e tramite un collegamento,
- la linea est-ovest che attraversa Berlino: la ferrovia Berlino-Breslavia, che alla stazione di Berlino Est diventa Stadtbahn.

Fino al 31 ottobre 2020 aveva come capolinea la stazione di Berlino-Schönefeld Aeroporto, con l'apertura del nuovo Aeroporto di Berlino-Brandeburgo, e la chiusura di tutti gli altri aeroporti berlinesi, la linea è stata prolungata fino a raggiungere il nuovo scalo.  Sono state create due nuove fermate: Waßmannsdorf e Berlin Brandenburg Airport (terminal)  ed è stata rinominata la stazione di Schönefeld che ora si chiama Stazione di Aeroporto BER - Terminal 5.